# Hypocassida subferruginea
Hypocassida subferruginea es un insecto coleóptero de la familia Chrysomelidae. Se distribuye por el paleártico: Europa, norte de África y Asia.